# Enzo Vannucci
Enzo Vannucci (Firenze, 1912 – 1982) è stato un architetto e urbanista italiano.

## Biografia
Nato a Firenze il 13 luglio 1912, frequenta la facoltà di Architettura di Firenze dove si laurea nel 1939. Consegue l’abilitazione alla professione nel 1940, con esame di Stato presso la facoltà di Architettura di Venezia e, sempre nello stesso anno, s’iscrive all’Ordine degli Architetti della provincia di Firenze.

## Attività professionale
L’attività professionale va dal 1950 al 1981 ed è legata principalmente alla progettazione di strutture portanti di edifici siano essi di nuova progettazione che restaurati. Accanto alla progettazione e alla direzione dei lavori relativi a edifici per civile abitazione, ville, villini, piscine stabilimenti industriali, cinematografi, chiese, banche, ecc. si ritrovano progetti di notevole importanza in collaborazione con la soprintendenza ai monumenti e in particolare con gli architetti Guido Morozzi e Nello Bemporad: il restauro della Loggia dei Lanzi e del Palazzo Tolomei a Siena; a Firenze: il consolidamento del Forte Belvedere (1959), di Orsanmichele, del terzo braccio del porticato Buontalentiano in piazza Santa Maria Nuova (1960), del Passaggio Vasariano su via dei Bardi, del portico Vasariano degli Uffizi dal lato dell’Arno. Da ricordare è lo studio per la salvaguardia della Torre di Pisa, insieme a Bemporad come progetto di massima nel 1963, da solo nel progetto definitivo nel 1973.
Importanti sono le collaborazioni con tre dei maggiori architetti fiorentini del periodo: con Raffaello Fagnoni per la struttura portante della Chiesa San Giovanni a Livorno, e della Nuova Sede Facoltà di Lettere e filosofia e di Magistero dell’Università di Firenze; con Pierluigi Spadolini per la progettazione e la direzione lavori della struttura portante della nuova sede del giornale «La Nazione» (1963) e della nuova Sala dei Congressi a Firenze nel restauro di Villa Vittoria (1966); con Giovanni Michelucci per la progettazione della struttura portante della chiesa di S. Giovanni Battista sull’Autostrada del Sole (1963) e della chiesa di Longarone (1973-75).
Dagli anni ‘60, Vannucci si occupa anche di pianificazione urbanistica e territoriale con la realizzazione del piano regolatore del comune di Montevarchi, delle lottizzazioni delle zone del Pestello, della progettazione dei viali di circonvallazione, sempre nel comune di Montevarchi, del piano di fabbricazione e del regolamento edilizio del comune di Casole d’Elsa, del P.E.E.P. e del piano di fabbricazione del comune di Larciano. Infine fu consulente del tribunale di Firenze e collaudatore per conto dei Comuni di Firenze e Fiesole, e di enti tra i quali INA, ENEL, ANAS.
Fu negli anni ‘60 assistente alla cattedra di Tecnica delle costruzioni presso l’Istituto di Scienza delle Costruzioni della facoltà di Architettura di Firenze; non ottenne mai la cattedra.
Alla fine degli anni ’70 lavora a Udine e assume l’incarico di studiare il consolidamento dei monumenti danneggiati dal terremoto in Friuli.

## Biblioteca e archivio personale
Presso la sede di Architettura della Biblioteca di Scienze Tecnologiche, Università degli Studi di Firenze si conserva l'archivio dell'architetto. Il Fondo è costituito da materiale relativo all’attività professionale di Enzo Vannucci e comprende disegni di progetti, copie eliografiche, relazioni dattiloscritte, capitolati speciali d’appalto, computi metrici, carteggi con la committenza e l’imprese, appunti di calcolo, schizzi, consulenze;  pochi materiali a stampa,  pochi libri e alcune raccolte di riviste.  Nell’archivio sono  presenti anche  i lucidi originali raccolti in rotoli e divisi per progetto.